# Thames Street

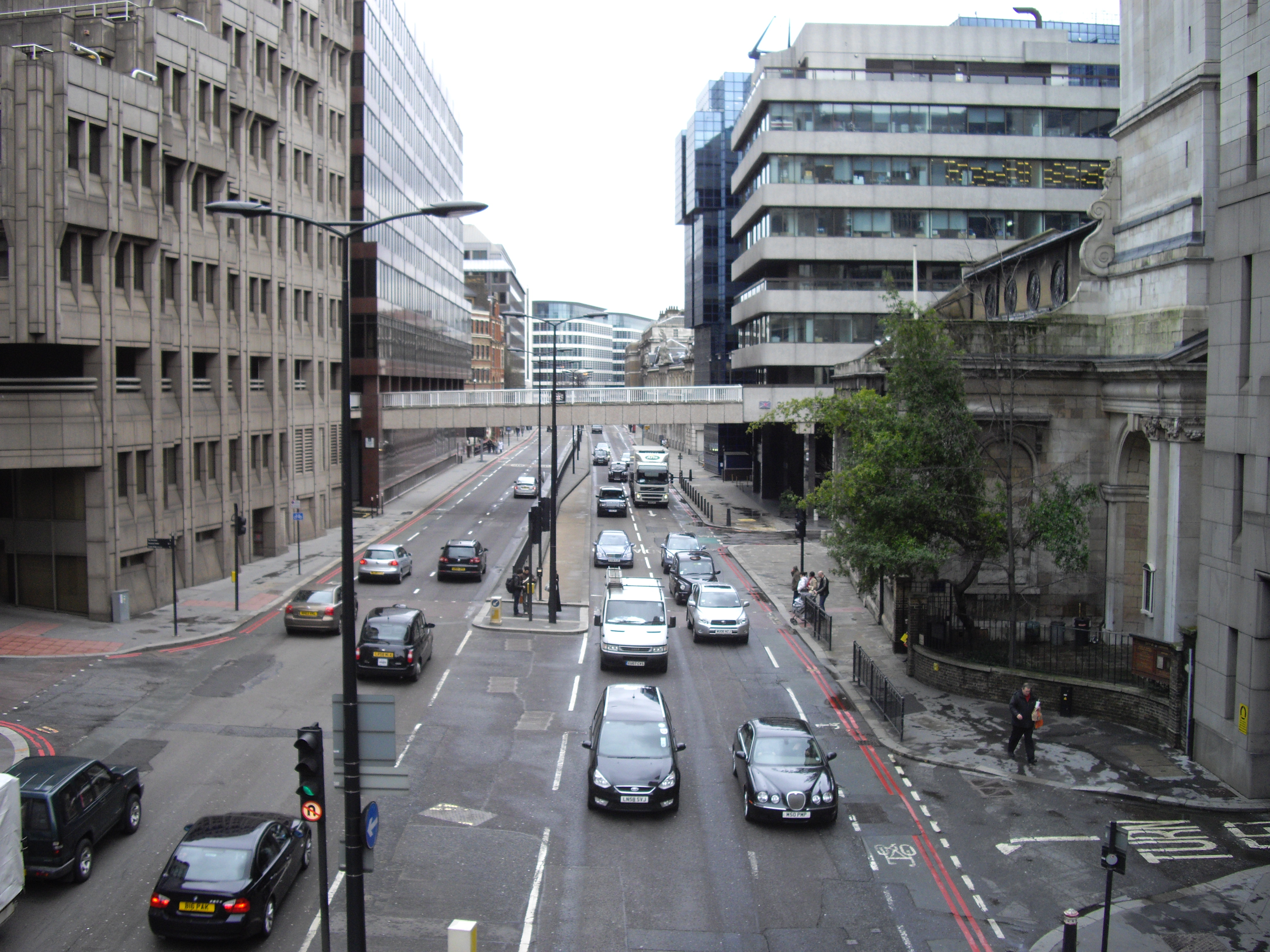
Upper Thames Street (2010)

Thames Street, heute geteilt in Upper Thames Street und Lower Thames Street ist eine Straße in London. Sie verläuft nördlich des Ufers der Themse von Blackfriars durch die City of London und geht kurz vor dem Tower of London in die Byward Street über. Erstmals wird sie im Jahre 1013 erwähnt, auch Samuel Pepys spricht von ihr in seinem Tagebuch. Seit einem Ausbau in den 1960ern verläuft auf ihr die Überlandstraße A3211. Die Grenze zwischen Upper und Lower Thames Street verläuft unter der Unterquerung der London Bridge. Die Straße ist die längste der City of London. Die Thames Street ist eng mit dem Londoner Seehandel (z. B. Stalhof) verbunden. Seit der Zeit der Römer befanden sich hier Hafenanlagen und Warenhäuser.

## Geschichte

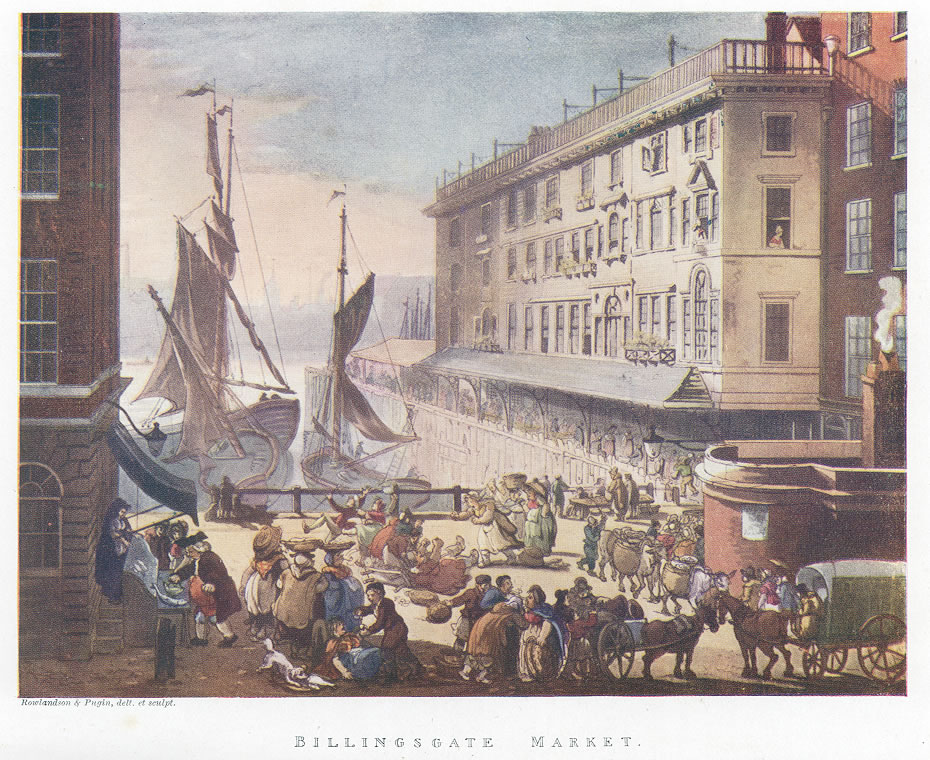
Old Billingsgate Market mit Thames Street im 18. Jahrhundert

Die Thames Street beherbergt aufgrund ihrer zentralen Lage an der Themse viele Zeugnisse englischer Geschichte. Hier befand sich einst ein römisches Haus, dessen Nutzung bis ins 5. Jahrhundert bekannt ist. Im 19. und 20. Jahrhundert konnten seine Kellergewölbe noch durch den Londoner Coal Exchange besichtigt werden, bis dieser 1962 abgerissen wurde.  Im 4. Jahrhundert befand sich in der Straße die größte Ansammlung christlicher Kirchen in der Stadt.
Im 17. Jahrhundert gab es hier viele Lagerhäuser, in denen unter anderem Öl, Hanf, Flachs, Pech und Teer gelagert wurden. Als im Großen Brand von London 1666 das Feuer auf die Thames Street und ihre Lagerhäuser übergriff, entwickelte es sich zu einem nicht mehr beherrschbaren Großfeuer.

## Wichtige Gebäude

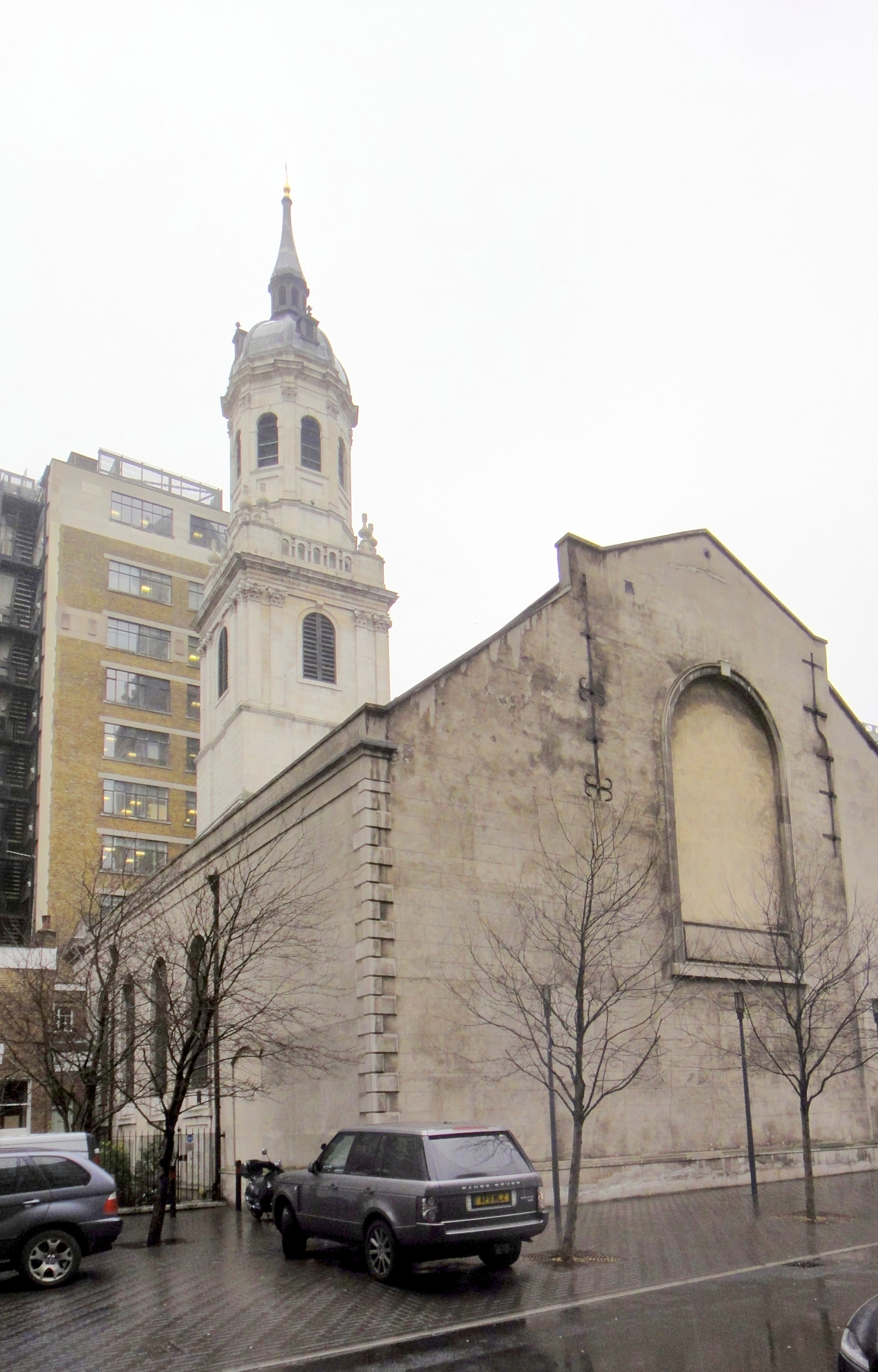
St Magnus the Martyr

- Tower of London. Lower Thames Street,
- Old Billingsgate Market. Lower Thames Street, Ort an dem sich der römische Hafen Londiniums befand, ebenso wie hier die Angelsachsen im 9. Jahrhundert einen Hafen errichteten. Auch der erste bekannte Großmarkt der Stadt.
- Custom House, City of London. Neben Old Billingsgate Market. Diente in verschiedenen Ausprägungen viele Jahrhunderte lang zum Einzug der Einfuhrzölle.
- St Michael Paternoster Royal. Upper Thames Street, Kirche von Christopher Wren, gebaut nach dem Brand von London.[5]
- All Hallows-the-Great. Kirche.
- St Magnus the Martyr, Lower Thames Street. Kirche von Christopher Wren.
- St Botolph Billingsgate, Friedhof. Dazugehörige Kirche im Brand von London zerstört und nicht wieder aufgebaut.

## Rezeption
Als zentrale Durchgangsstraße in der Londoner Innenstadt taucht die Thames Street wiederholt in der britischen Literatur auf. Kate Nickleby aus dem Charles-Dickens-Roman Nicholas Nickleby geht durch die Thames Street zur Arbeit. Die Geschichten von Sherlock Holmes spielen wiederholt im Straßengewirr an der Thames Street oder auf dieser selber. In T.S. Eliots Gedicht Das wüste Land gelten mehrere Zeilen der Thames Street und der daran liegenden Kirche St Magnus the Martyr:
Beside a public bar in Lower Thames Street,
The pleasant whining of a mandoline
And a clatter and a chatter from within
Where fishmen lounge at noon: where the walls
Of Magnus Martyr hold
Inexplicable splendour of Ionian white and gold.
Zu der Zeit in der Eliot das Gedicht schrieb, war der Billingsgate Market noch aktiv, und vor allem Fischer und Fischhändler aus seinem Umfeld bevölkerten die Lower Thames Street. Seit ihrem Ausbau in den 1960ern ist die Straße vor allem durch stetigen Autoverkehr und damit verbundenen Lärm bekannt.